# 盤越
盘越，即盘越国，又作滇越国或腾越国。中国古代史料提到的西南地名。
盘越一说在今印度阿萨姆邦，即迦摩缕波国；或说今孟加拉国；另说在在今印度东部阿萨姆邦与缅甸之间至上缅甸地区；或今云南省腾冲市境。盘越在汉朝晋朝时有专门从事中转贸易的商人市场。《三国志》卷30注引《魏略》西戎传，“盘越国一名汉越国，在天竺东南数千里，与益都相近”。《南史·卷78》称天竺南至西海，东至盘越，《新唐书·卷43下》记载的盘越州，在今阿富汗巴达赫尚省库朗万章。

## 延伸阅读
[在维基数据编辑]
 《欽定古今圖書集成·方輿彙編·邊裔典·盤越部》，出自陈梦雷《古今圖書集成》